# Simfonia de cambra núm. 1 (Weinberg)
La Simfonia de cambra núm. 1 per a orquestra de corda, op. 145, fou composta per Mieczysław Weinberg el 1986.
Weinberg la va completar a Moscou durant el mes d'agost de 1986, es va estrenar durant el Festival de Tardor de Moscou amb un gran èxit. És una adaptació quaranta-cinc anys després del Quartet de corda núm. 2, op. 3, compost l'any 1940 a Minsk durant la seva estada a Belarús i dedicat a la memòria de la seva mare i la seva germana, probablement assassinades a Trawniki el 1943.

## Moviments
La simfonia té una estructura de quatre parts:
- Allegro
- Andante
- Allegretto
- Presto

## Origen i context
En acabar la simfonia, Weinberg semblava dubtar sobre el títol de l'obra. En el manuscrit original, el títol va ser eliminat i sobreescrit amb el text següent: "Kamernaya simfoniya". Més tard, va suprimir la paraula "Kamernaya" ("de cambra") per posteriorment restablir-la. Segons les mateixes paraules de Weinberg: "vaig estar una mica perdut". Segons Whitehouse, un possible motiu podria ser la seva voluntat de no equiparar-se amb les 27 simfonies de Miaskovski, o potser a causa de les tres primeres Simfonies de Cambra que «es basen, totalment o en part, en quarts de corda escrits dècades abans».
Tot i ser poc conegut en la seva forma original per a quartet, l'arranjament orquestral d'aquesta obra, que conté molt pocs canvis, s'ha convertit en una de les més reconegudes i gravades de Weinberg.